# Frankenthal (Gera)
Frankenthal ist seit dem 1. Oktober 1923 ein Stadtteil von Gera in Thüringen. Ab 2010 bildete es zusammen mit Scheubengrobsdorf den Ortsteil Frankenthal/Scheubengrobsdorf der Stadt Gera mit insgesamt 1741 Einwohnern (Stand 31. Dezember 2011); seit 2014 ist es Teil des neuen Ortsteils Westvororte.

## Geographie
Frankenthal ist im Saarbachtal im Westen der Stadt Gera an der Grenze zu Töppeln im Landkreis Greiz gelegen.

## Geschichte
Frankenthal ist es von seiner Anlage her ein Straßendorf deutscher Gründung mit einem Rittergut, das als Ursprung des Ortes betrachtet werden kann. Erste urkundliche Erwähnungen stammen von 1460 bzw. 1517. Das nicht sehr große Gut besaß nur über einen Teil von Frankenthal die Erbgerichtsbarkeit. 1637 fiel es an die Landesherrschaft Reuß, das Patronatsrecht ging im Wechsel an die jeweiligen Rittergutsbesitzer von Töppeln und Scheubengrobsdorf. 1827 zählt der Ort ein Rittergut, 48 Häuser und 265 Einwohner.
Frankenthal war Pfarrort auch für Ernsee, Scheubengrobsdorf, Windischenbernsdorf und Töppeln. 1864 umfasste die reußisch-evangelische Parochie Frankenthal Ernsee, Töppeln, Scheubengrobsdorf und Windischenbernsdorf sowie die Filialkirche Mühlsdorf. Im August 1981 kam es nach schweren Niederschlägen zu einem verheerenden Hochwasser des Saarbaches.

### Rittergut Frankenthal
Das Rittergut Frankenthal war ein kleines landtagsfähiges Rittergut und stand seit 1637 unter der Landesherrschaft Reuß j.L. Mit dem Besitz des Rittergutes verbunden war die Patrimonialgerichtsbarkeit in Form der Erbgerichtsbarkeit über einen Teil des Dorfes Frankenthal. Die niedere Gerichtsbarkeit wurde am 1. Januar 1855 aufgehoben.
Inhaber des Rittergutes waren seit 1661 die von Meußbach, seit 1672 die Familie von Ende, seit 1679 Lencke, dann von Feilitzsch, seit 1694 Limmer, seit 1696 Engelschall, seit 1709 von Grießheim, seit 1712 von Maltitz, seit 1717 von Helldorff, seit 1738 Tuch, seit 1775 von Freiesleben und Dathe gemeinsam, seit 1798 Bartsch, seit 1803 Michaelis und seit 1855 Winter.

## Sehenswürdigkeiten
Die Kirche, erbaut 1728–1732 als Ersatz für eine vorher bestehende Allerheiligenkapelle von 1517. Der Turm stammt von 1736, die Orgel von 1749. Im Jahre 1933 wurde von den Deutschen Christen ein Hakenkreuz auf der Turmspitze angebracht, das erst durch Entscheidung des NS-Gauleiters Sauckel 1939 wieder abgenommen wurde.
1970 erfolgte eine umfassende Sanierung, weitere kleinere seit 1990.

## Politik
Frankenthal bildete seit 2010 zusammen mit Scheubengrobsdorf kommunalrechtlich einen Ortsteil der Stadt Gera mit eigenem Ortsteilrat. Am 26. September 2010 wurde Erik Buchholz (parteilos) zum Ortsteilbürgermeister von Frankenthal/Scheubengrobsdorf gewählt und am 25. Mai 2014 wiedergewählt. Mit Inkrafttreten der neuen Hauptsatzung der Stadt Gera zum 1. Juni 2014 wurden Frankenthal und Scheubengrobsdorf mit Windischenbernsdorf zum Ortsteil Westvororte vereinigt.

## Entwicklung der Einwohnerzahl
| Jahr      | 1827 | 1864 | 1910 | 1921 | 1923 | 2008 |
| Einwohner | 265  | 633  | 965  | 989  | 869  | 444  |

## Verkehr
In den Ort führt von der Bundesstraße 2 kommend die Landesstraße 2324. ÖPNV-Anbindung besteht mit der GVB-Linie 17 bzw. RVG-Linie 222. Nächstgelegene Bahnhöfe sind Gera Süd und Töppeln.

## Kultur
Freiwillige Feuerwehr Frankenthal und Feuerwehrverein Frankenthal e. V. – In den vergangenen Jahren konnte das Feuerwehrhaus saniert und ausgebaut werden. Höhepunkt des Vereinslebens ist das alljährliche Maibaumsetzen.

## Sport
TSV Gera-Westvororte mit Sitz und Spielstätte in Scheubengrobsdorf. Angebotene Sportarten: Fußball, Volleyball, Gymnastik und auch Zumba.

## Bildung
- Für die Kleinsten gibt es die Kindertagesstätte Zauberwald mit Krippe, Kindergarten und Hort.
- Zuständige Grundschule ist die Grundschule Saarbachtal in Scheubengrobsdorf.
- Nächstgelegene Regelschule ist die Regelschule Debschwitz.

## Persönlichkeiten
- Joseph Odenwald (1788–1859), deutscher Lehrer und Politiker
- Robert Theodor Odenwald (1838–1899), Musikpädagoge und Chorleiter